# Aurora Consurgens (álbum)
Aurora Consurgens es el sexto álbum de estudio de la banda brasileña de power metal Angra, publicado en 2006. En este álbum la banda experimenta con un sonido más similar al heavy metal tradicional, abandonando paulatinamente sus raíces power metal notables en sus discos anteriores (a excepción de la canción "Salvation: Suicide", pieza más veloz del disco). Sin embargo sigue sin perder la esencia que caracteriza a Angra, que son los toques progresivos y los arreglos populares brasileños ("The Course of Nature", "So Near so Far").

## Concepto
El concepto del disco gira en torno a desórdenes mentales basados en el libro escrito por Santo Tomás de Aquino en el siglo XV llamado al igual que el disco, Aurora Consurgens. El libro en cuestión tiene 38 pinturas donde, según como se vea, se detallan estados mentales o formas de actuar de las personas. Si bien no es una historia conceptual como en el anterior disco de la banda, Temple of Shadows (Con Principio, Nudo y Desenlace), todas las canciones giran en torno al mismo concepto.
Su primer sencillo fue "The Course Of Nature", con un estilo similar al del thrash metal.

## Créditos
- Edu Falaschi: Vocalista
- Kiko Loureiro: Guitarra
- Rafael Bittencourt: Guitarra
- Felipe Andreoli: Bajo
- Aquiles Priester: Batería

## Lista de canciones
1. The Course of Nature - 04:30 (Edu Falaschi/Kiko Loureiro)
2. The Voice Commanding You - 05:27 (Rafael Bittencourt)
3. Ego Painted Grey - 05:38 (Kiko Loureiro/Rafael Bittencourt)
4. Breaking Ties - 03:29 (Edu Falaschi/Felipe Andreoli)
5. Salvation : Suicide - 04:21 (Kiko Loureiro/Rafael Bittencourt)
6. Window To Nowhere - 06:02 (Kiko Loureiro/Rafael Bittencourt)
7. So Near So Far - 07:09 (Kiko Loureiro)
8. Passing By - 06:32 (Felipe Andreoli)
9. Scream Your Heart Out - 04:25 (Kiko Loureiro)
10. Abandoned Fate - 03:09 (Kiko Loureiro)
11. Bonus Track (Versión Japonesa): Out Of This World - 04:35 (Rafael Bittencourt)